# Nathaniel Parker
Pour les articles homonymes, voir Parker.
Nathaniel Parker est un acteur britannique né le 18 mai 1962 à Londres.

## Biographie
Nathaniel Parker est né le 18 mai 1962 à Londres. Ses parents sont Sir Peter Parker et Dr. Jill Parker. Il a deux frères, Oliver Parker et Alan Parker et une sœur, Lucy Parker.
Il est diplômé de la London Academy of Music and Dramatic Art.

### Vie privée
Il est marié à Anna Patrick depuis 1992. Ils ont deux filles : Angelica, née en 1996 et Raphaella, née en 1998.

## Carrière
Il commence sa carrière à la télévision en 1989 dans Piece of Cake, où il incarne Flash Gordon.
Il débute au cinéma en 1989 dans War Requiem de Derek Jarman. L'année suivante, il incarne Laërte dans une des adaptions cinématographiques d'Hamlet réalisé par Franco Zeffirelli. La même année, il est présent dans un épisode de l'Inspecteur Morse.
En 1992, il tourne dans Bodyguard de Mick Jackson, avec Kevin Costner et Whitney Houston et dans la série Look At It This Way.
En 1994, il est présent dans le film Squanto : A Warrior's Tale de Xavier Koller. L'année d'après, il joue sous la direction de son frère, Oliver Parker, pour la première fois dans Othello.
En 1997, il tourne deux fois sous la direction de Robert Markowitz dans les téléfilms :Mort sur le toit du monde et La Bible : David. Il tourne également dans le film Le Ninja de Beverly Hills.
En 2001, il obtient le rôle principal dans la série Meurtres à l'anglaise, qui s'achève en 2007. Entre-temps, il tourne au cinéma dans Le Manoir hanté et les 999 Fantômes de Rob Minkoff et Fade to Black d'Oliver Parker. Il retrouve son frère à la télévision en 2006 avec le téléfilm The Private Life of Samuel Pepys.
En 2007, il joue dans plusieurs films Stardust, le mystère de l'étoile réalisé par Matthew Vaughn, St Trinian's : Pensionnat pour jeunes filles rebelles (co-réalisé par son frère) et Le casse du siècle de Michael Radford.
En 2010, il incarne le père de Caspian (Ben Barnes) dans Le Monde de Narnia : L'Odyssée du Passeur d'Aurore de Michael Apted et dans The Perfect Host. L'année suivante, il tourne dans la quatrième saison de Merlin.

## Filmographie

### Cinéma
- 1989 : War Requiem de Derek Jarman : Wilfred Owen
- 1990 : Hamlet de Franco Zeffirelli : Laërte
- 1992 : Bodyguard (The Bodyguard) de Mick Jackson : Clive Healy
- 1993 : Wide Sargasso Sea de John Duigan : Edward Rochester
- 1994 : Squanto : A Warrior's Tale de Xavier Koller : Thomas Dermer
- 1995 : Othello d'Oliver Parker : Cassio
- 1997 : Le Ninja de Beverly Hills (Beverly Hills Ninja) de Dennis Dugan : Martin Tanley
- 2000 : Premier Amour (All Forgotten) de Reverge Anselmo : Le père
- 2003 : Le Manoir hanté et les 999 Fantômes (The Haunted Mansion) de Rob Minkoff : Maître Gracey
- 2006 : Fade to Black d'Oliver Parker : Viola
- 2007 : Stardust, le mystère de l'étoile (Stardust) de Matthew Vaughn : Dunstan
- 2007 : St Trinian's : Pensionnat pour jeunes filles rebelles (St. Trinian's) d'Oliver Parker et Barnaby Thompson : Président de la National Gallery
- 2007 : Le casse du siècle (Flawless) de Michael Radford : Oliver 'Ollie' Ashtoncroft
- 2007 : I Really Hate My Job d'Oliver Parker : Un homme
- 2009 : Malice in Wonderland de Simon Fellows : Harry
- 2010 : Le Monde de Narnia : L'Odyssée du Passeur d'Aurore (The Chronicles of Narnia : The Voyage of the Dawn Treader) de Michael Apted : Le père de Caspian
- 2010 : The Perfect Host de Nick Tomnay : Détective Morton
- 2012 : The Domino Effect de Paula van der Oest : Bob
- 2014 : Les Moomins sur la Riviera (Muumit Rivieralla) de Xavier Picard et Hanna Hemilä : Moominpappa (voix anglaise)
- 2018 : Ophelia de Claire McCarthy : Roi Hamlet
- 2018 : Regarde les hommes nager (Swimming with Men) d'Oliver Parker : Lewis
- 2018 : An Ideal Husband de Jonathan Church : Lord Chiltern
- 2019 : The Warrior Queen of Jhansi de Swati Bhise : Sir Robert Hamilton
- 2021 : Le Dernier Duel (The Last Duel) de Ridley Scott : Robert de Thibouville

#### Courts métrages
- 2010 : Tell Me de Kate D. Lewis : Dr Anton Sharple
- 2011 : Sergeant Slaughter, My Big Brother de Greg Williams : Le père
- 2013 : Don't Miss the Cup de Stuart Renfrew : Scott
- 2019 : Annabel Lee d'Amy Coop : Le prêtre
- 2021 : Sea Dragon de James Morgan : Mr Fairfax

### Télévision

#### Séries télévisées
- 1988 : Piece of Cake : Flash Gordon
- 1989 : Inspecteur Morse (Inspector Morse) : Jamie Jasper
- 1990 : Never Come Back : Desmond Thane
- 1990 : Harry Enfield's Television Programme : Un pompier
- 1991 : Hercule Poirot : Chris Davidson
- 1991 : Performance : Sam Mitchum
- 1992 : Look At It This Way : Miles Goodall
- 1993 : 24 Heures pour survivre (Screenplay) : Michael Fisher
- 1995 : Inspecteur Frost (A Touch of Frost) : Stephen Milmore
- 1998 : McCallum : Dr Dan Gallagher
- 1998 : Vanity Fair : Rawdon Crawley
- 2001 - 2007  : Meurtres à l'anglaise (The Inspector Lynley Mysteries) : Détective inspecteur Thomas Lynley
- 2005 : Bleak House : Harold Skimpole
- 2006 : Nuremberg, le procès des nazis (Nuremberg: Nazis on Trial): Albert Speer
- 2008 : Hotel Babylon : Alexander Crawfield
- 2009 : Ma tribu (My Family) : Richard
- 2009 : Land Girls : Lord Lawrence Hoxley
- 2010 : Inspecteur Lewis (Lewis) : Lieutenant-Colonel Philippe Coleman
- 2011 : Merlin : Agravain
- 2011 : Injustice : Martin Newall
- 2012 : The Proxy : Peter
- 2012 : The Charles Dickens Show : Dr Guffquat
- 2012 : Me and Mrs Jones : Tom
- 2015 : The Outcast : Dicky Carmichael
- 2016 : Of Kings and Prophets : Roi Achish
- 2019 : Grantchester : Thomas Davenport
- 2019 : A Confession : Richard Latham
- 2020 - 2021 : The Beast Must Die : Blount
- 2021 : La Templanza : Edward Claydon

#### Téléfilms
- 1991 : Absolute Hell d'Anthony Page : Sam Mitchum
- 1991 : The War That Never Ends de Jack Gold : Alcibiades
- 1991 : The Black Candle de Roy Battersby : Lionel Filmore
- 1991 : Heroes II : The Return de Donald Crombie : Lieutenant-Colonel Ivan Lyon
- 1993 : Dancing Queen de Nick Hamm : Nigel
- 1994 : Gefährliche Spiele d'Adolf Winkelmann : Thomas Cranmer
- 1994 : Without Walls: For One Night Only: Errol Flynn de Jane Oliver : Errol Flynn
- 1995 : Une délicate affaire (A Village Affair) de Moira Armstrong : Martin Jordan
- 1997 : Mort sur le toit du monde (Into Thin Air : Death on Everest) de Robert Markowitz : Rob Hall
- 1997 : La Bible : David de Robert Markowitz : David
- 1998 : Far from the Madding Crowd de Nicholas Renton : Gabriel Oak
- 1999 : Le Grain de sable (Trust) de David Drury : Andrew Pearce
- 2001 : Pretending to Be Judith de Danny Hiller : James
- 2003 : The Private Life of Samuel Pepys d'Oliver Parker : Charles II
- 2007 : A Class Apart de Nick Hurran : Anthony Troth
- 2009 : The Courageous Heart of Irena Sendler de John Kent Harrison : Dr Majkowski
- 2013 : Nature morte (Still Life : A Three Pines Mystery) de Peter Moss : Armand Gamache

## Livres audio en anglais
Il est également le narrateur d'une cinquantaine de livres audio en anglais, parmi lesquels les sept premiers volumes de la saga Artemis Fowl, d'Eoin Colfer... ainsi qu'un des romans d'Elizabeth George mettant en scène le personnage de Thomas Lynley, With No One as Witness (Sans l'ombre d'un témoin) ou encore The Sittaford Mystery (Cinq heures vingt-cinq), d'Agatha Christie.